# کوشیرو، هوکایدو
کوشیرو در استان هوکایدو در کشور ژاپن واقع شده‌است که دارای جمعیت ۱۹۰٬۸۹۰ نفر و مساحت ۱٬۳۶۲٫۷۵ کیلومتر مربع با تراکم جمعیت ۱۴۰ نفر در کیلومترمربع است و در تاریخ ۱۱ اکتبر ۲۰۰۵ به عنوان شهر شناخته شد.

## سرشناسان
- ساتوشی کن, کارگردان فیلم انیمیشن
- هیرومی ناگاکورا, عکاس
- شینجی سومای, کارگردان فیلم

## شهرهای خواهرخوانده
- یوزاوا، آکیتا, ژاپن (پس‌از 1963 میلادی)
- توتوری, ژاپن (پس‌از 1963 میلادی)
- برنابی, بریتیش کلمبیا, کانادا (پس‌از 1965 میلادی)
- خولمسک, Kholmsky District, استان ساخالین, روسیه (پس‌از 1975 میلادی)
- پتروپاولوفسک-کامچاتسکیی, سرزمین کامچاتکا, روسیه (پس‌از 1998 میلادی)